# Naturschutzgebiet Klef (Plettenberg)
Das Naturschutzgebiet Klef ist ein 11,2 ha großes Naturschutzgebiet (NSG) östlich von Werdohl im Stadtgebiet von Plettenberg im Märkischen Kreis in Nordrhein-Westfalen. Das NSG wurde 1985 vom Kreistag des Märkischen Kreis mit dem Landschaftsplan Nr. 1 (Plettenberg-Herscheid-Neuenrade) ausgewiesen. Der Name war Naturschutzgebiet Steilhang „Klef“ am Westhang des Reckenberges nördlich des Ortsteiles Teindeln, Stadt Plettenberg. Mit der 2. Änderung des Landschaftsplanes Nr. 1 (Plettenberg-Herscheid-Neuenrade) wurde das NSG 2012 erneut ausgewiesen und in Naturschutzgebiet Klef umbenannt. Auf dem Stadtgebiet von Neuenrade schließt sich östlich direkt das sieben Hektar große, gleichnamige Naturschutzgebiet an.
Das Naturschutzgebiet ist seit 2004 Teil des FFH-Gebietes „Schluchtwälder im Lennetal“ (DE-4712-301).

## Gebietsbeschreibung
Bei dem NSG handelt es sich um einen zur Lenne (Ruhr) hin exponierten und felsreichen Steilhang. Am Hang befinden sich artenreiche und stufige Hangmischwälder. Teilweise handelt es sich um Hainsimsen-Rotbuchenwälder. Es handelt sich teilweise um ehemaligen Niederwald. 